# Lluís Josep Comeron i Martín
Lluís Josep Comeron i Martín (Mataró, 15 d'agost de 1925) és un guionista i director de cinema català.

## Biografia
Va estudiar matemàtiques a la Universitat de Barcelonai va treballar com a periodista. El 1950 fou un dels fundadors del Cineclub Mataró, on es projectaven pel·lícules i feien debats. Va escriure els guions de La legión del silencio de José María Forqué (1956), de La cárcel de cristal (1957) i Distrito quinto (1958) de Juli Coll, El frente infinito (1959) de Pedro Lazaga, Sentencia contra una mujer (1960), La mentira tiene cabellos rojos (1962), Estambul 65 (1965) i Las Vegas, 500 millones (1968) d'Antonio Isasi Isasmendi.
El 1963 va dirigir la seva primera pel·lícula, Escuadrilla de vuelo, i després de dirigir alguns curtmetratges no va dirigir el seu segon llargmetratge fins 1974, Larga noche de julio, amb un pressupost de quatre milions de pessetes. Va dirigir pel·lícules com La revolta dels ocells (1982) amb el grup musical Regaliz o Un geni amb l'aigua al coll (1983) protagonitzada pel còmic Eugeni i el 1986 dirigí Puzzle, on va treballar amb Antonio Banderas. El 2000 va dirigir la seva última pel·lícula, L'altra cara de la lluna'.
Al marge de la cinematografia fou compositor musical i escriptor. El 2002 fou finalista del Premi Josep Pla amb Una cantonada al desert. També ha estat president fins 2015 de l'associació sense ànim de lucre CinemaNet, que defensa els valors de l'humanisme cristià al cinema.

## Filmografia
- Escuadrilla de vuelo (1963)
- Larga noche de julio (1974)
- Una familia decente (1978)
- Dos y dos, cinco (1981)
- La revolta dels ocells (1982)
- Un geni amb l'aigua al coll (1983)
- Puzzle (1986)
- L'altra cara de la lluna (2000)

## Llibres
- Una cantonada al desert (2001)

## Premis
Grifó d'Or al Festival de Cinema de Giffoni de 1982 per La revolta dels ocells.